# Gran Roque
Gran Roque é uma ilha do Arquipélago de Los Roques que possui 1,7 km² (170 ha) de extensão, onde reside a maior parte da população do conjunto de Ilhas e das Dependências Federais da Venezuela, é também em Gran Roque onde estão localizadas todas as pousadas, o aeroporto, a escola e a sede da Autoridade Única de Área (AUA).